# Nyírágó
Nyírágó (szlovákul Nýrovce) község Szlovákiában, a Nyitrai kerület Lévai járásában. Ágó és Nyír községeket 1942-ben egyesítették.

## Fekvése
Lévától 31 km-re délre, a Nyír-patak partján fekszik.

## Élővilága

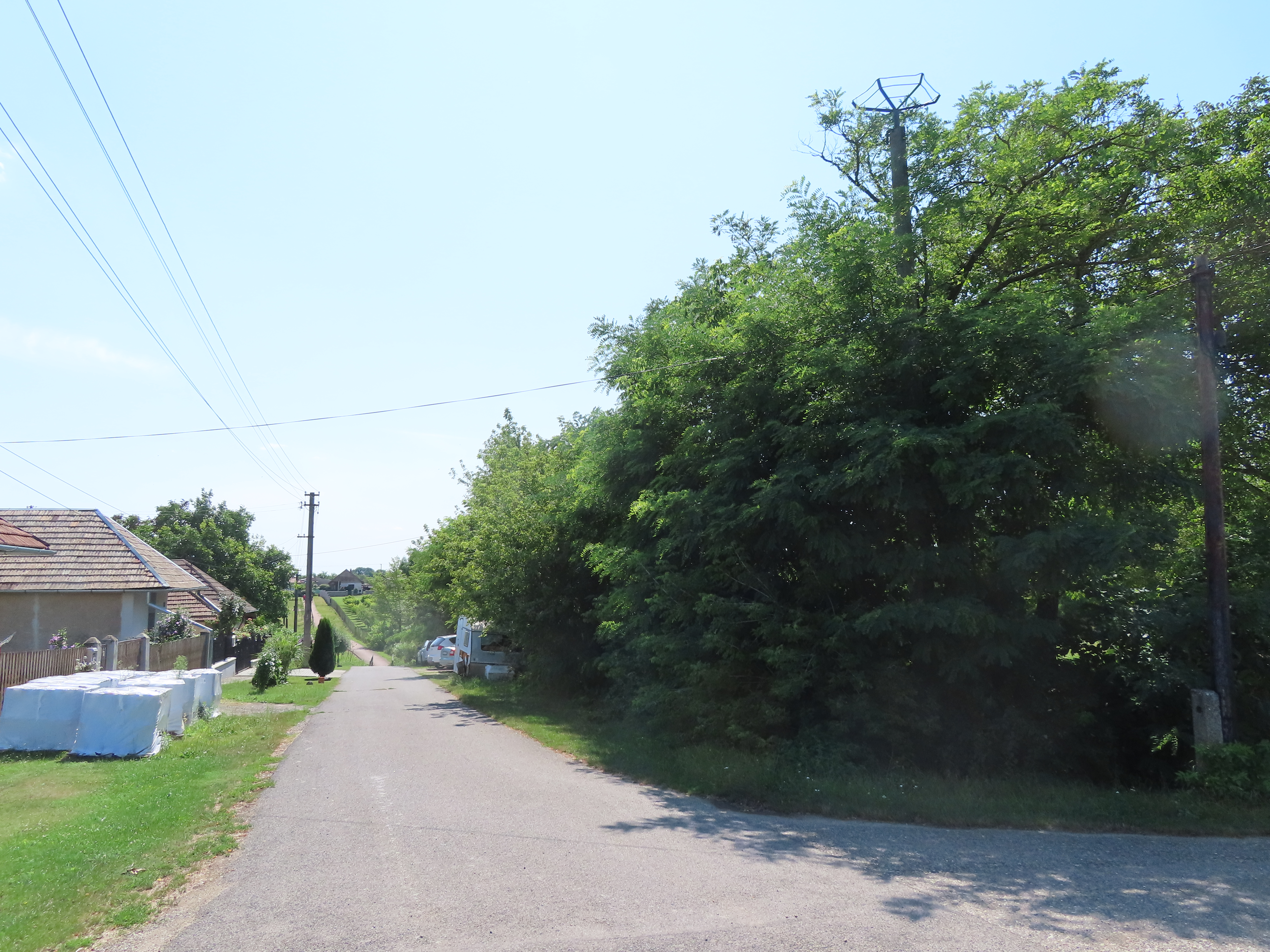
2023
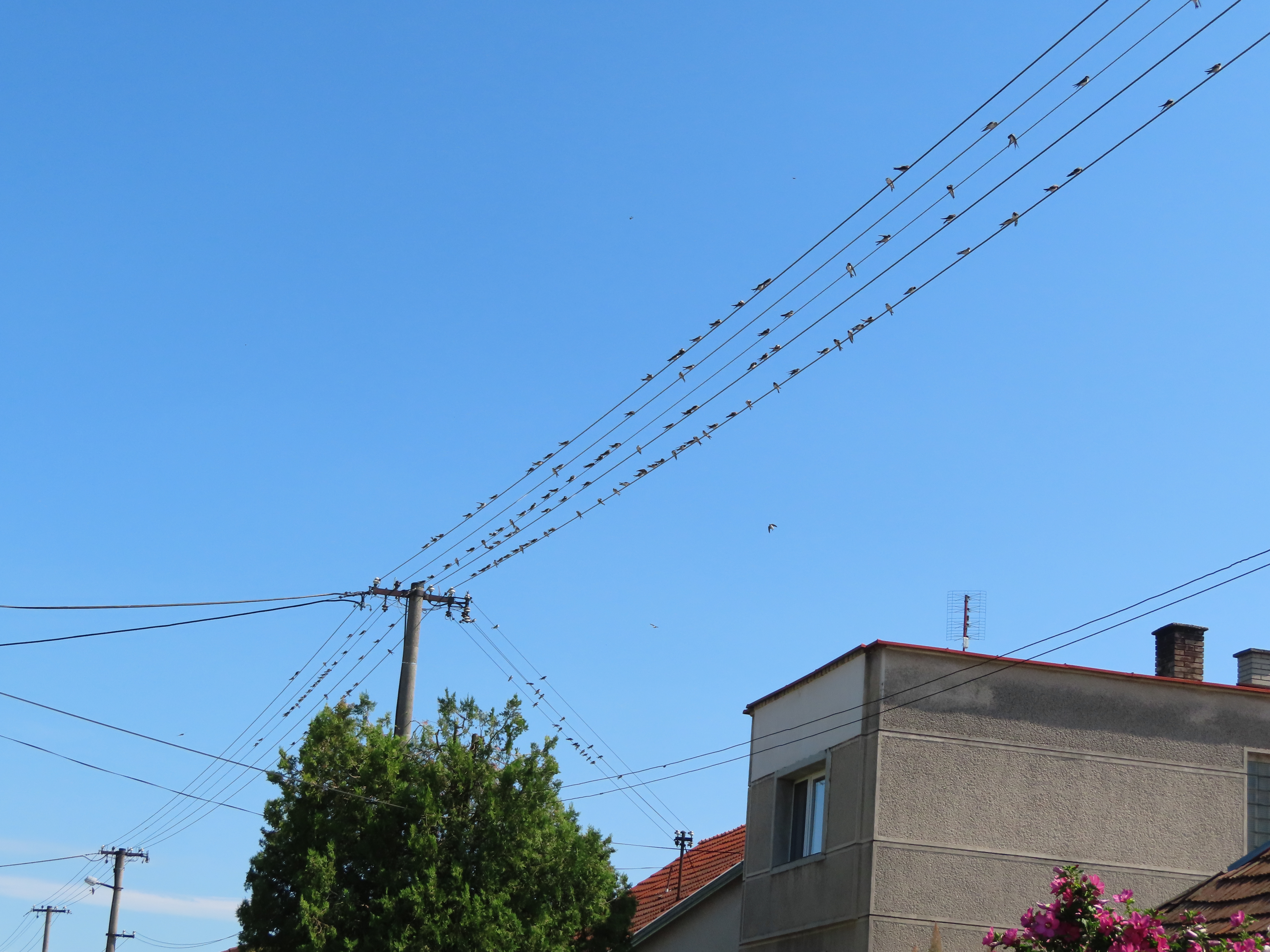
Fecskék

A faluban egy gólyafészek alátétet tartanak nyilván.

## Története
A régészeti leletek tanúsága szerint területén már az újkőkorban éltek emberek.
1247-ben "Nyr" néven említik először. Az esztergomi érsekség birtoka, majd a barsi várispánsághoz tartozott.
Fényes Elek szerint "Agó helység, fekszik Bars vármegye Lévai járásának déli részin, határai Garam-Vezekény, Garam-Damásd, Kéty, Nyir helységek és a Kerek-Udvardi puszta; – kiterjedése 1432 hold szántóföldek, rétek és legelők, mind majorsági, melly kisebb részekre osztva jelenleg haszonbérben vagyon. Fekvése róna, földje jó gabonatermő, fekete, homokkal vegyes. Lakosai száma: 50 kath., 152 reform. = 202 lélek, kik általjában földmivelésből élnek, és egynehány tót zsellért kivéve, mind magyarok. Vagyon ref. templomja, melly a Garam-Vezekényi anyaekklézsiához tartozik. Birtokosa gróf Eszterházy Jánosné szül. Festetics Rozina grófnő, kinek Zelizi uradalmához tartozik."
Bars vármegye monográfiájában "Ágó. Garamvölgyi magyar kisközség, melynek nyomaira már a nyitrai káptalannak egy 1290-ben kelt bizonyságlevélben akadunk, a mikor Aguch néven van említve. Később Agh néven szerepel és csak a XVII. században találkozunk az Aghó elnevezéssel, a mikor a báró Amade és a gróf Eszterházy család a birtokosa. Most Breuner Ágost gróf örököseinek van itt nagyobb birtokuk. Lakosainak száma 415, a kik nagyrészt reformátusok. Templomuk 1864-ben épült. A községnek a postája Nagymálas, távirója és vasúti állomása Zseliz."
"Nyir, Esztergom vármegye határán fekvő magyar kisközség, 353 róm. kath. vallású lakossal. E községet IV. Béla király 1249-ben Archinus kamaragrófnak adományozta. 1423-ban a győrödi Pobor család birtokában van. Az 1527-iki összeírásban mint „Barthamas földe” és teljesen puszta hely szerepel. A XVII. században az Ebeczky, majd a Sipeky család a földesura, mely utóbbinak itt híres ménese volt. Itt volt elhelyezve ez időben a vármegye ménese is. A XVII. és a XVIII. században állandóan Nyér néven találjuk említve. Most Breunner Ágost gróf örököseinek van itt nagyobb birtokuk. Katholikus templomának építési ideje meg nem állapítható. Ide tartoznak Dolina és Nyir puszták is. Postája Nagymálas, távirója és vasúti állomása Zseliz."
A trianoni békeszerződésig Nyír és Ágó egyaránt Bars vármegye Lévai járásához tartozott. Az első bécsi döntés nyomán az akkor Magyarországhoz tartozó Ágó és Nyír községeket 1942-ben Ágónyír néven egyesítették, mai hivatalos magyar elnevezése a szlovák belügyminisztérium településlistája alapján Nyírágó.

## Népessége
| Év:            | 1994. | 2004.   | 2014.   | 2024.   |
| -------------- | ----- | ------- | ------- | ------- |
| Emberek száma: | 587   | 569     | 525     | 499     |
| Eltérés:       |       | -3,06 % | -7,73 % | -4,95 % |

| Év:            | 2023. | 2024.   |
| -------------- | ----- | ------- |
| Emberek száma: | 507   | 499     |
| Eltérés:       |       | -1,57 % |

1880-ban Nyír 320 lakosából 208 magyar és 66 szlovák anyanyelvű volt.
Ágó 373 lakosából 345 magyar és 14 szlovák anyanyelvű volt.
1890-ben Nyír 363 lakosából 327 magyar és 31 szlovák anyanyelvű volt.
Ágó 339 lakosából 331 magyar és 6 szlovák anyanyelvű volt.
1900-ban Nyír 353 lakosából 333 magyar és 18 szlovák anyanyelvű volt.
Ágó 415 lakosából 410 magyar és 4 szlovák anyanyelvű volt.
1910-ben Nyír 298 lakosa mind magyar anyanyelvű volt.
Ágó 388 lakosa mind magyar anyanyelvű volt.
1921-ben Nyír 396 lakosából 390 magyar, 1 német és 5 állampolgárság nélküli volt. Ebből 376 római katolikus, 12 evangélikus, 6 református és 2 izraelita vallású.
Ágó 392 lakosából 386 magyar és 5 csehszlovák volt.
1930-ban Nyír 445 lakosából 332 magyar, 105 csehszlovák, 2 zsidó, 1 német és 5 állampolgárság nélküli volt. Ebből 431 római katolikus, 9 református, 3 evangélikus és 2 izraelita vallású.
Ágó 408 lakosából 389 magyar és 16 csehszlovák volt.
1941-ben 929 lakosából 910 magyar és 19 szlovák volt.
1970-ben 907 lakosából 738 magyar és 168 szlovák volt.
1980-ban 742 lakosából 596 magyar és 140 szlovák volt.
1991-ben 657 lakosából 522 magyar, 132 szlovák, 2 cseh és 1 egyéb nemzetiségű volt.
2001-ben 569 lakosából 415 magyar és 153 szlovák volt.
2011-ben 563 lakosából 351 magyar, 198 szlovák, 1 cseh és 13 ismeretlen nemzetiségű volt.
2021-ben 520 lakosából 292 (+5) magyar, 192 (+15) szlovák, 3 egyéb és 33 ismeretlen nemzetiségű volt.

## Nevezetességei

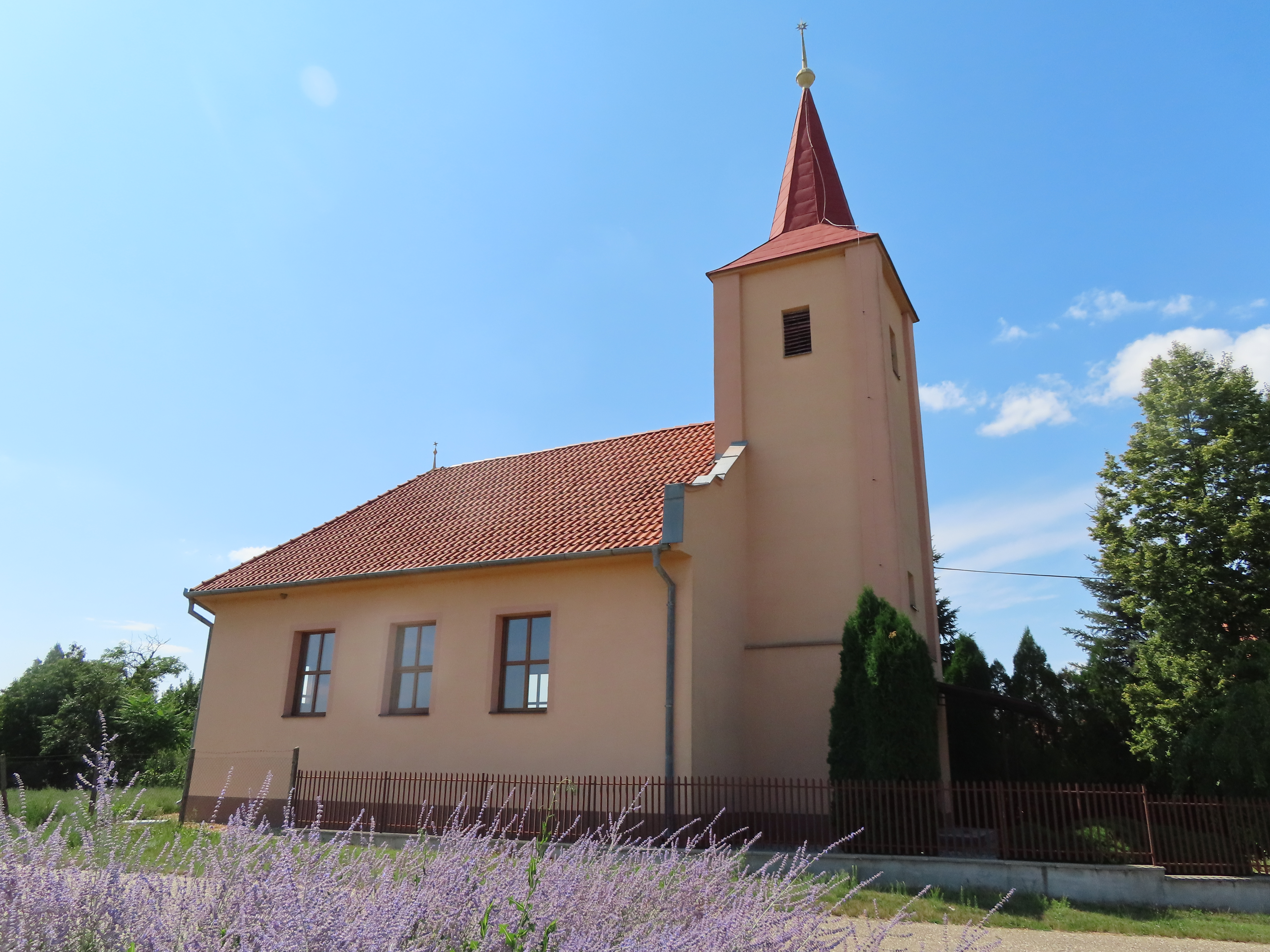
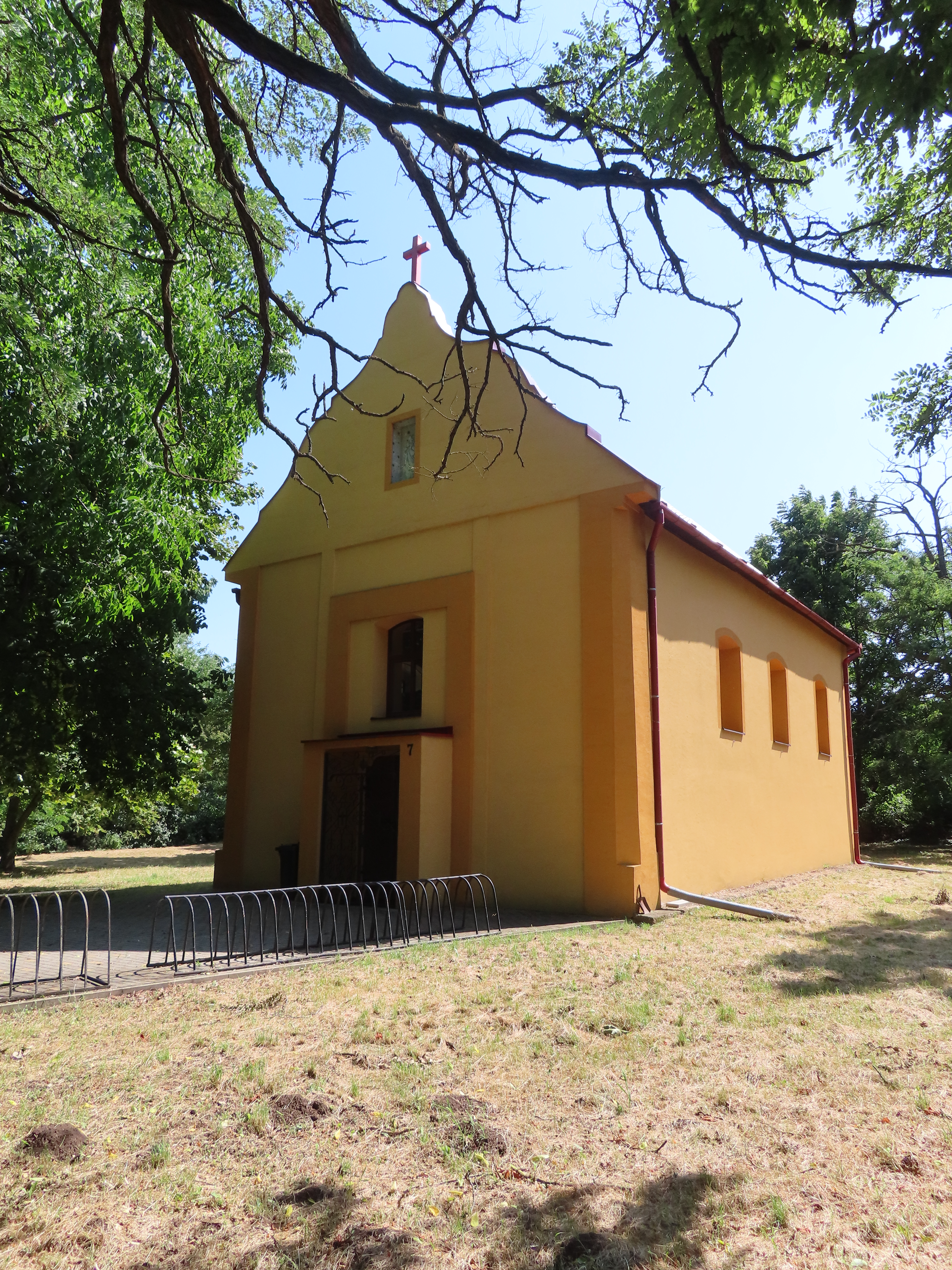
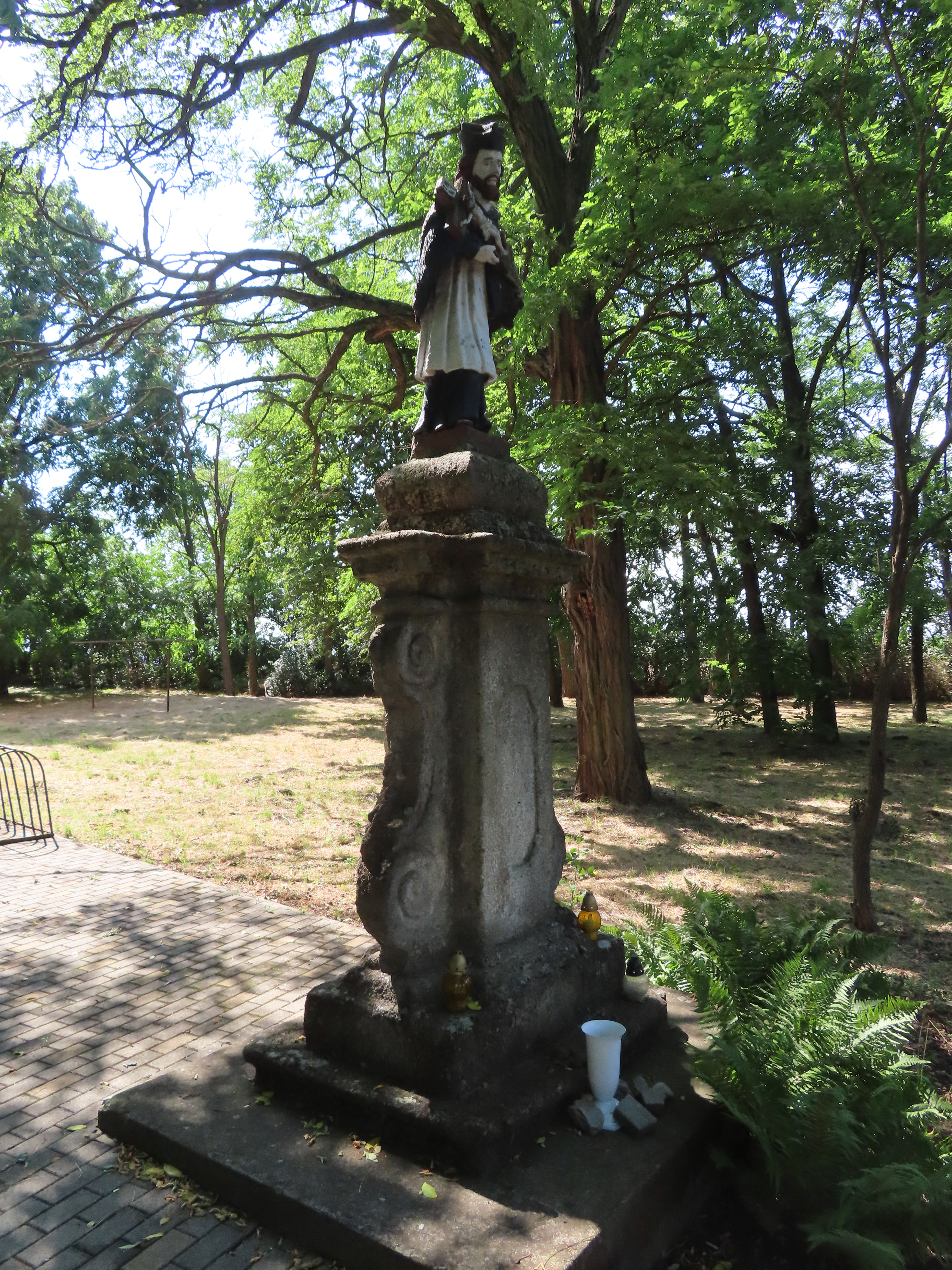
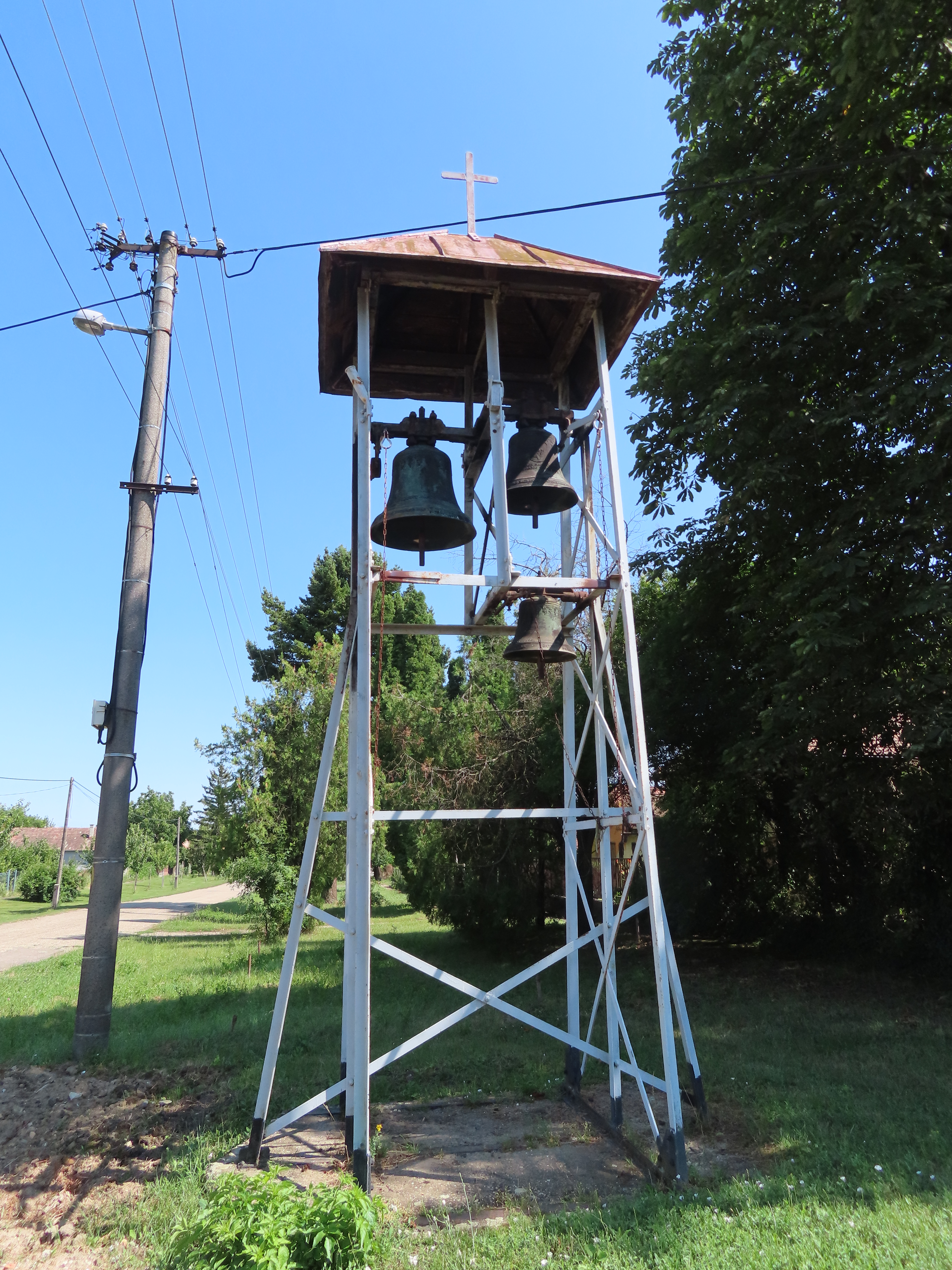
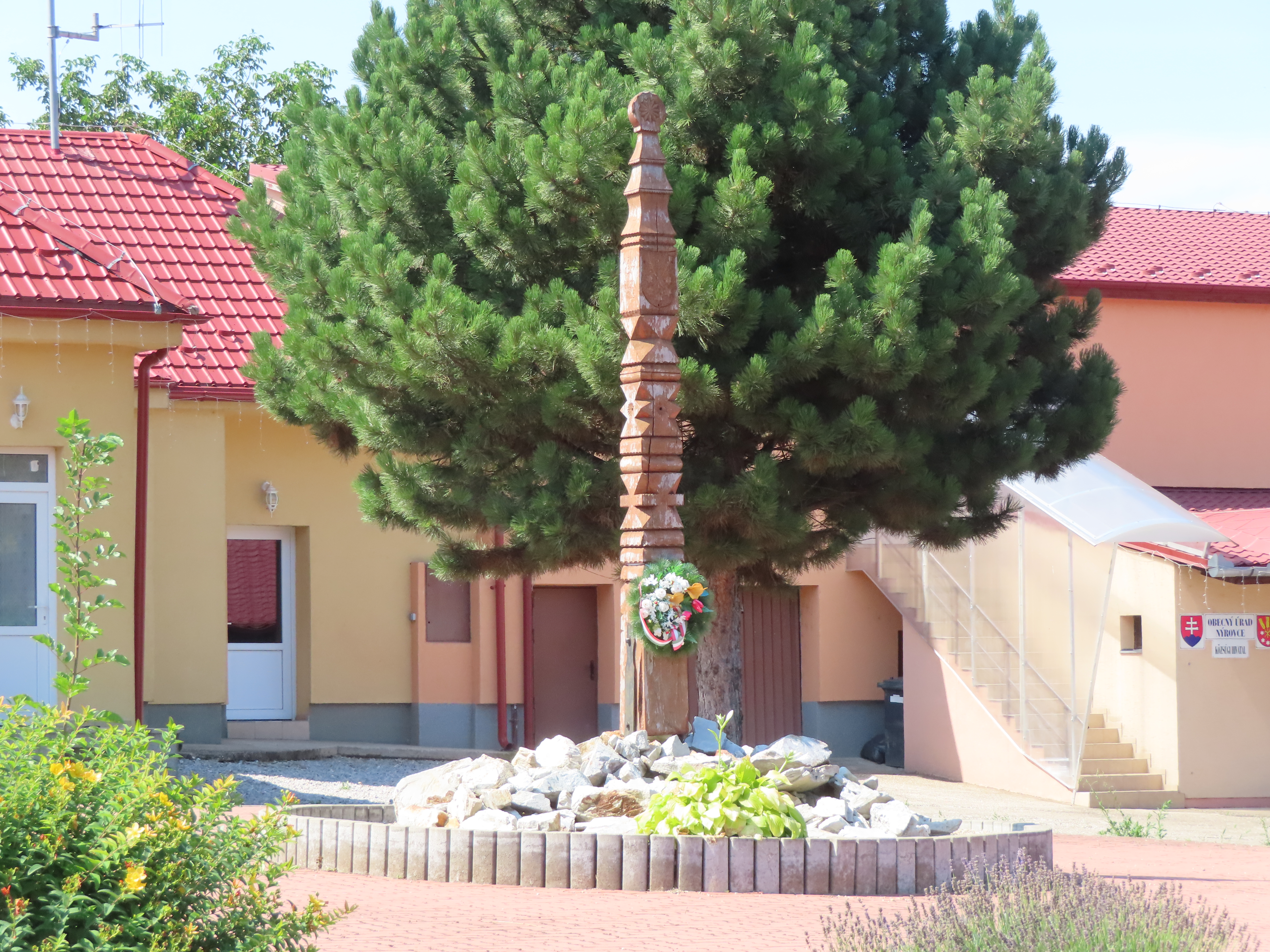
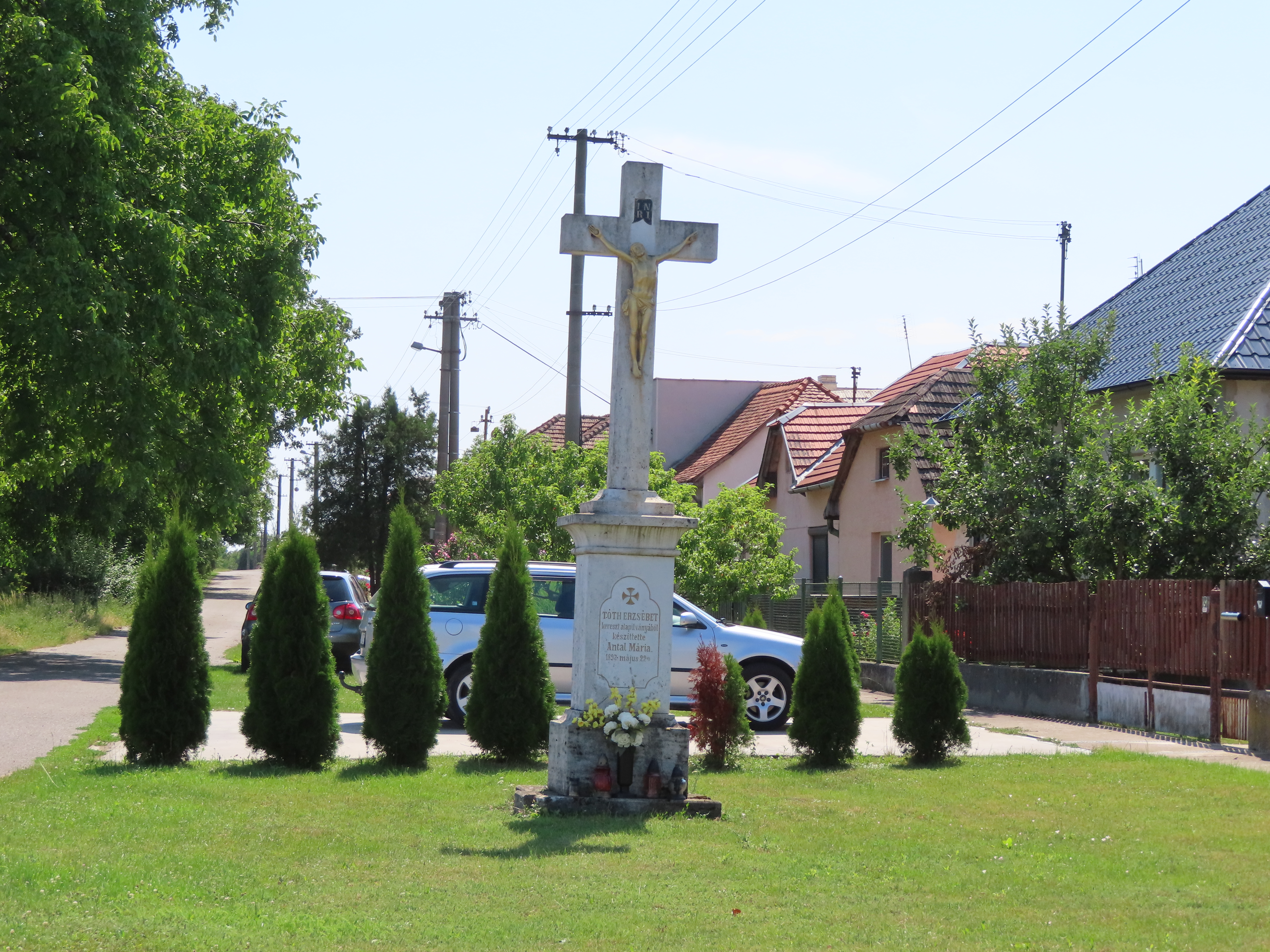
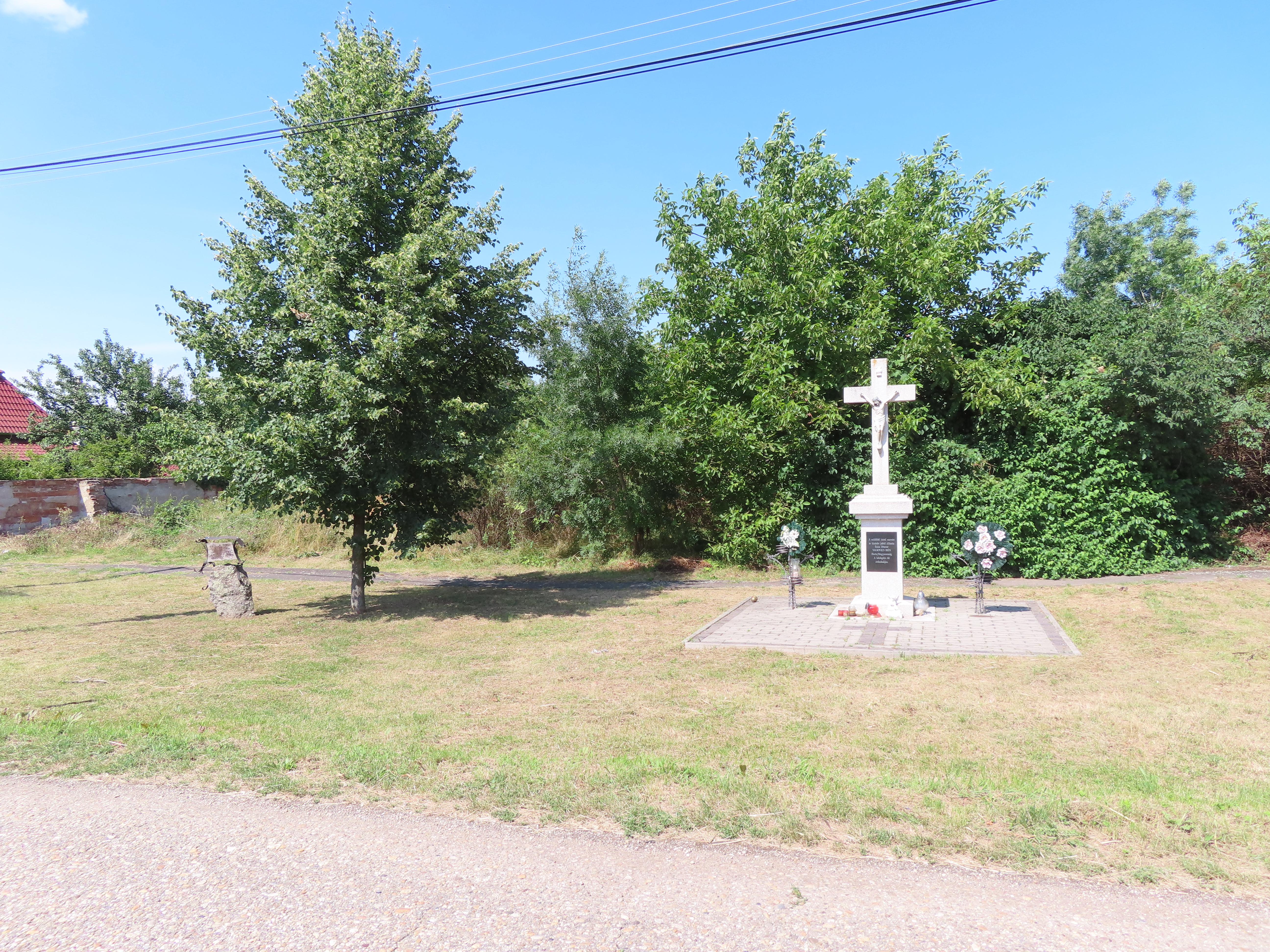

- Nepomuki Szent János tiszteletére szentelt római katolikus temploma 1766-ban épült.
- Református templom.
- Néprajzi múzeum.

## Külső hivatkozások
- Hivatalos oldal
- Községinfó
- Nyírágó Szlovákia térképén
- A község az Ipolymenti régió turisztikai honlapján
- E-obce.sk Archiválva 2008. május 30-i dátummal a Wayback Machine-ben